# Pinguinarium

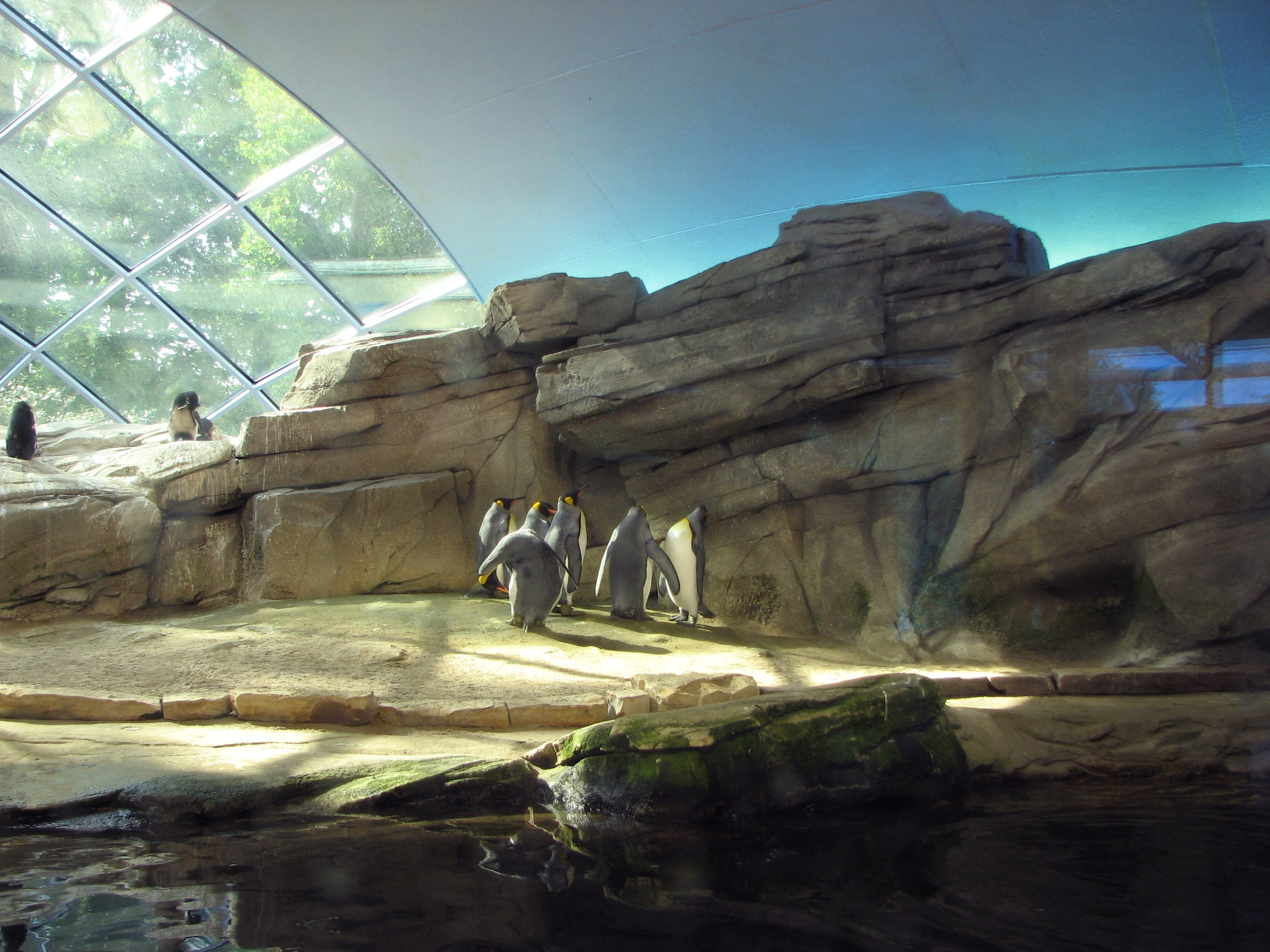
Königspinguine im Zoologischen Garten Berlin

Ein Pinguinarium, im englischen Sprachgebrauch als Penguinarium bezeichnet, ist eine zoologische Einrichtung, die das Leben von Pinguinen in ihrer natürlichen Umgebung simulieren soll. Die Lichtverhältnisse sowie die klimatischen Bedingungen, d. h. Umgebungs- und Wassertemperatur werden dabei dem natürlichen Lebensraum angepasst.

## Beispiele für Pinguinarien

### Zoologischer Garten Berlin
2002 wurde im Zoologischen Garten Berlin eine Gesamtanlage für Pinguine und Robben mit der Teileinbindung der historischen Anlagen errichtet. Das neue Pinguinhaus beherbergt in erster Linie Königspinguine, für die eine in Bezug auf Landschaftsgestaltung und Klima der Polarregion nachempfundene Umgebung eingerichtet wurde. Das Gebäude hat einen kreisförmigen Grundriss mit einem Außendurchmesser von ca. 30 Metern. Die Höhe der Stahlbetonkuppel beträgt an ihrem Scheitelpunkt sieben Meter. Es wurde eine zweigeschossige Unterkellerung ausgeführt. Durch Glasscheiben können die Pinguine beim Schwimmen und Beutefang unter Wasser beobachtet werden. Derartige Unterwasserbeobachtungen sind in den meisten Pinguinarien möglich, so auch im Tiergarten Schönbrunn.

### Loro Parque
Als Planet Penguin wird das 1999 eröffnete Pinguinarium im Loro Parque, einem auf der Insel Teneriffa gelegenen Zoo bezeichnet. Auf einer Fläche von 2471 Quadratmetern leben insgesamt rund 250 Pinguine. Königspinguine, Eselspinguine, Zügelpinguine und Felsenpinguin werden in einem antarktischen Bereich gehalten. Deren Anlage besteht aus einem von Wasser umgebenen künstlichen Eisberg. Die Umgebungstemperatur wird auf drei Grad Celsius eingestellt. Eismaschinen unter dem Dach des Pinguinariums produzieren jeden Tag bis zu 12 Tonnen Schnee, der von Tierpflegern auf der Felsenlandschaft verteilt wird.  Da die Humboldt-Pinguine aus den wärmeren Küstengebieten Südamerikas stammen, wird auf deren gesonderter Anlage eine Temperatur von 21 Grad Celsius gehalten. Für alle Pinguine wird deren natürliches Klima möglichst naturgetreu nachempfunden. Dabei werden die Lichtverhältnisse und Tageslängen ihrem natürlichen Lebensraum angepasst. Herrscht in der Antarktis gerade Winter, werden auch das Licht in der Anlage der Königs-, Felsen-, Esels- und Zügelpinguine dunkler und die Tageszeit kürzer eingeregelt. Diese Maßnahmen erweisen sich für die Tiere als vorteilhaft, was sich durch die regelmäßigen Zuchterfolge ausdrückt.

### Detroit Zoo
Das als Polk Penguin Conservation Center bezeichnete Penguinarium im Detroit Zoo wurde nach umfassenden Umbaumaßnahmen 2016 neu eröffnet. Von der rund 3000 Quadratmeter großen Grundfläche stehen zwei Drittel den Pinguinen sowie ein Drittel den Besuchern zur Verfügung. Die Anlagen-Lufttemperatur wird auf 37 Grad Fahrenheit (3 °C) eingestellt. Zu den eindrucksvollsten Merkmalen des Zentrums gehört ein fast acht Meter tiefes Wassergebiet, das mit rund 1,2 Millionen Litern gekühltem Wasser gefüllt ist. Die Besucher können die Pinguine durch große Glasscheiben sowie von zwei Unterwassertunneln aus klarem Acrylglas beim Tauchen beobachten.

## Galerie
Die folgende Bildauswahl zeigt Pinguinarien in Europa und Nordamerika.

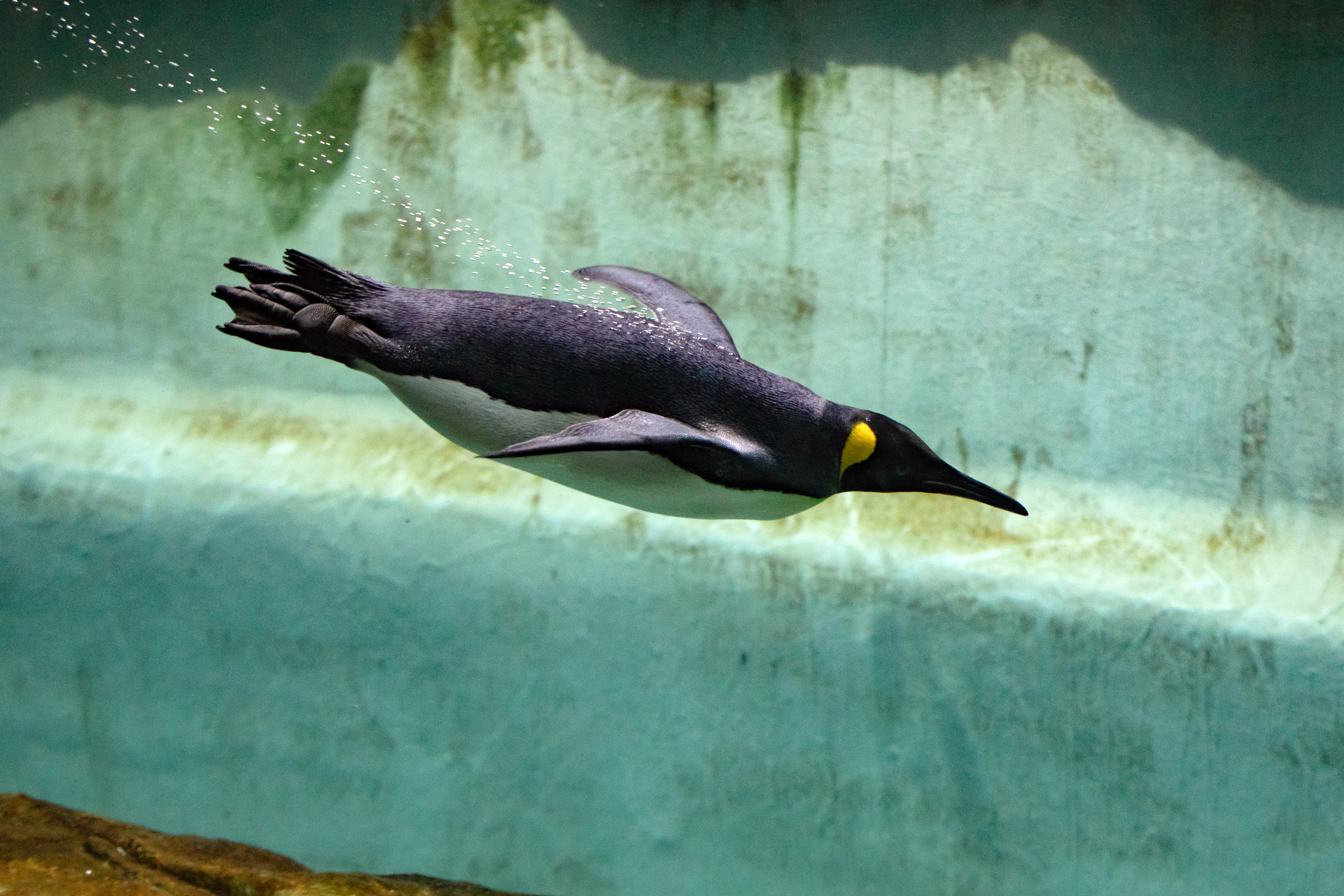
Königspinguin im Tiergarten Schönbrunn
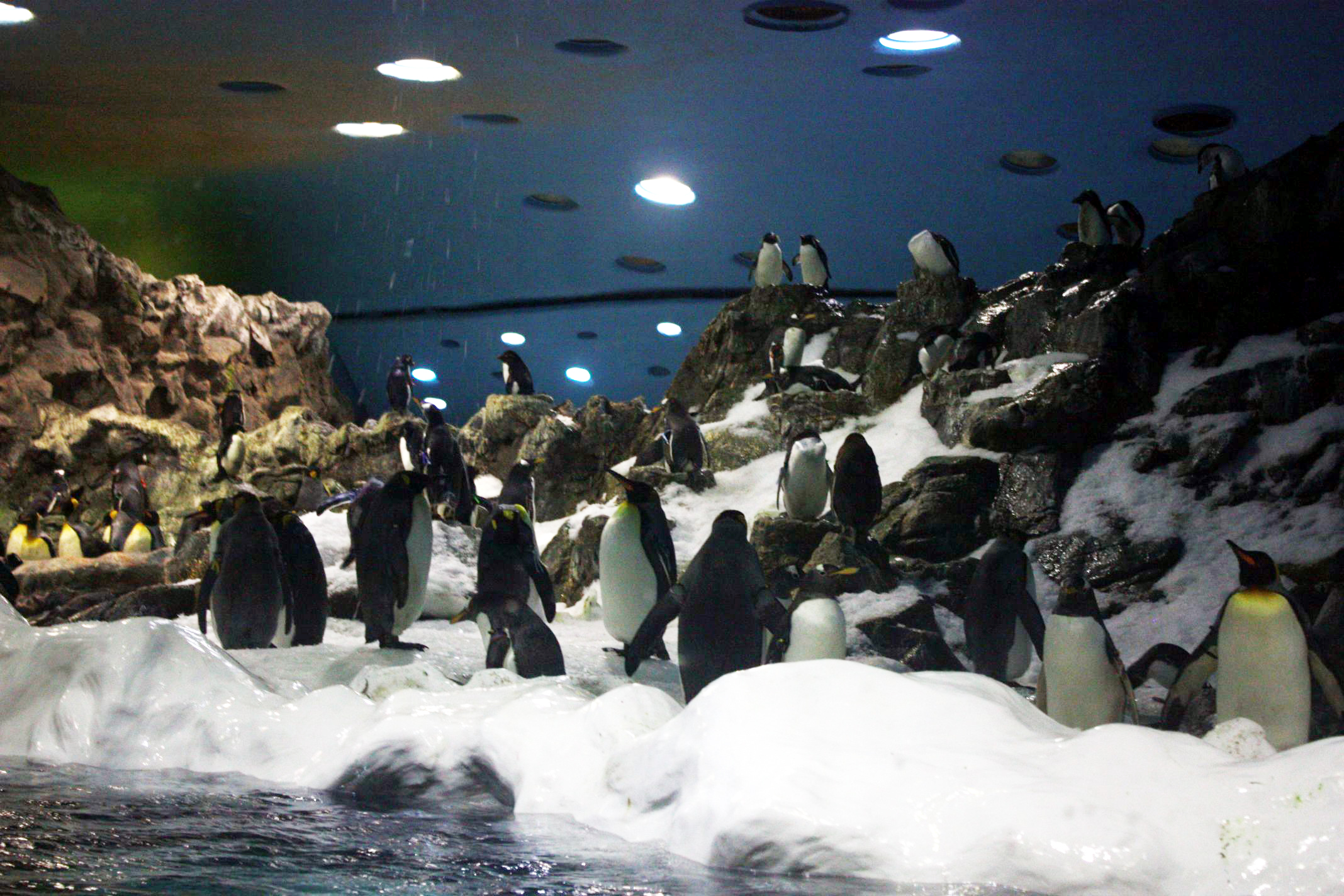
Loro Parque
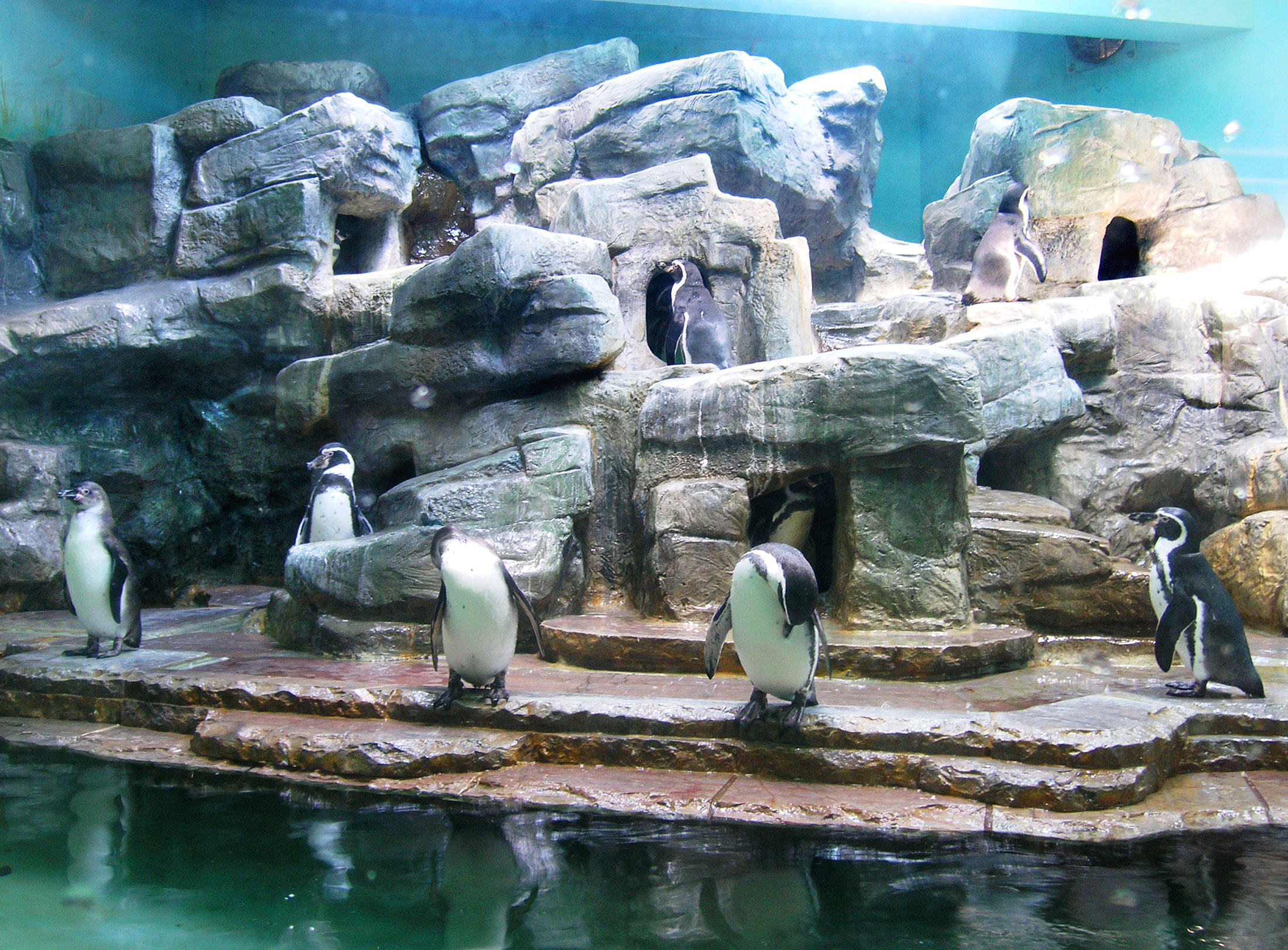
Humboldt-Pinguine im Zoo Prag
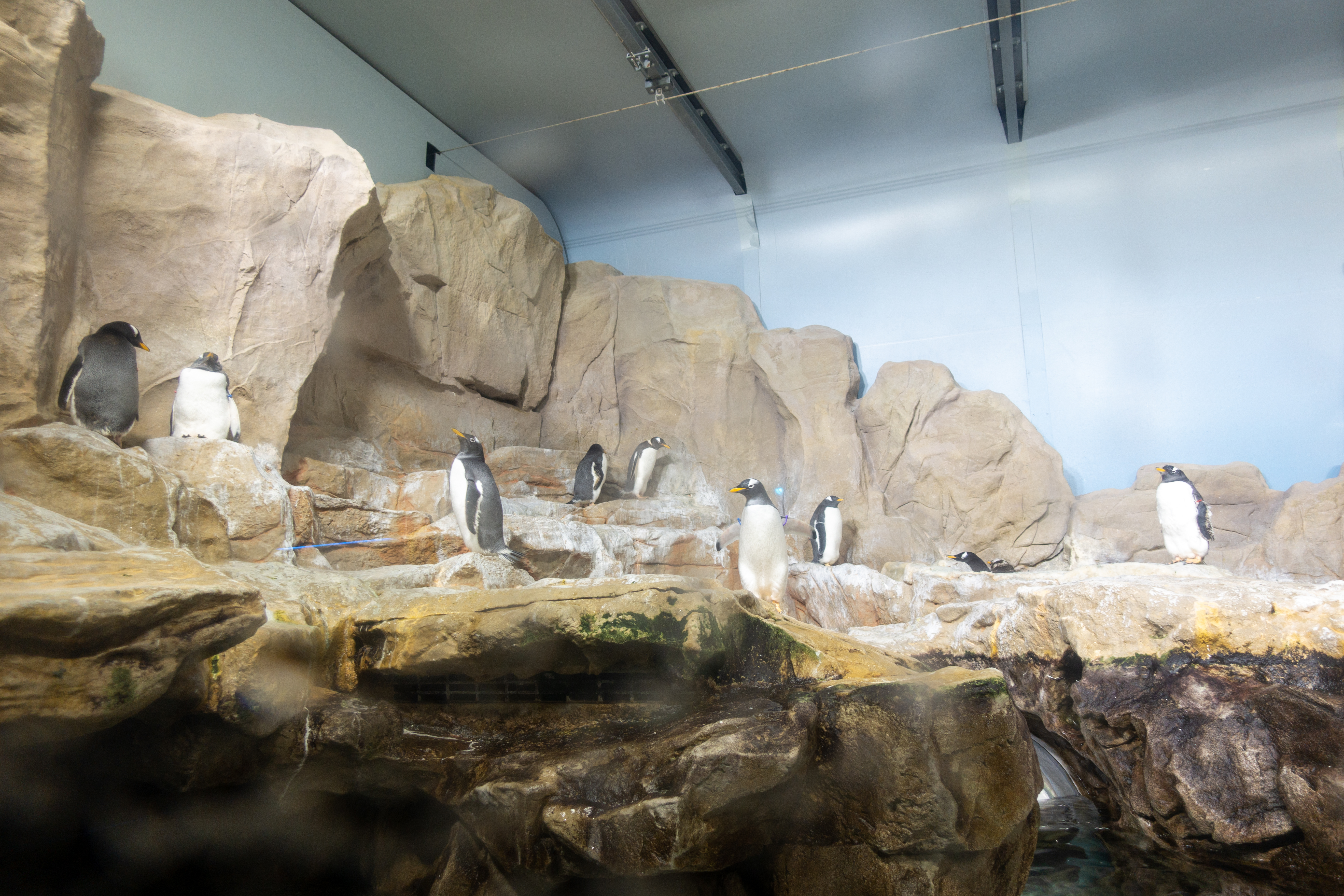
Aquarium Genua
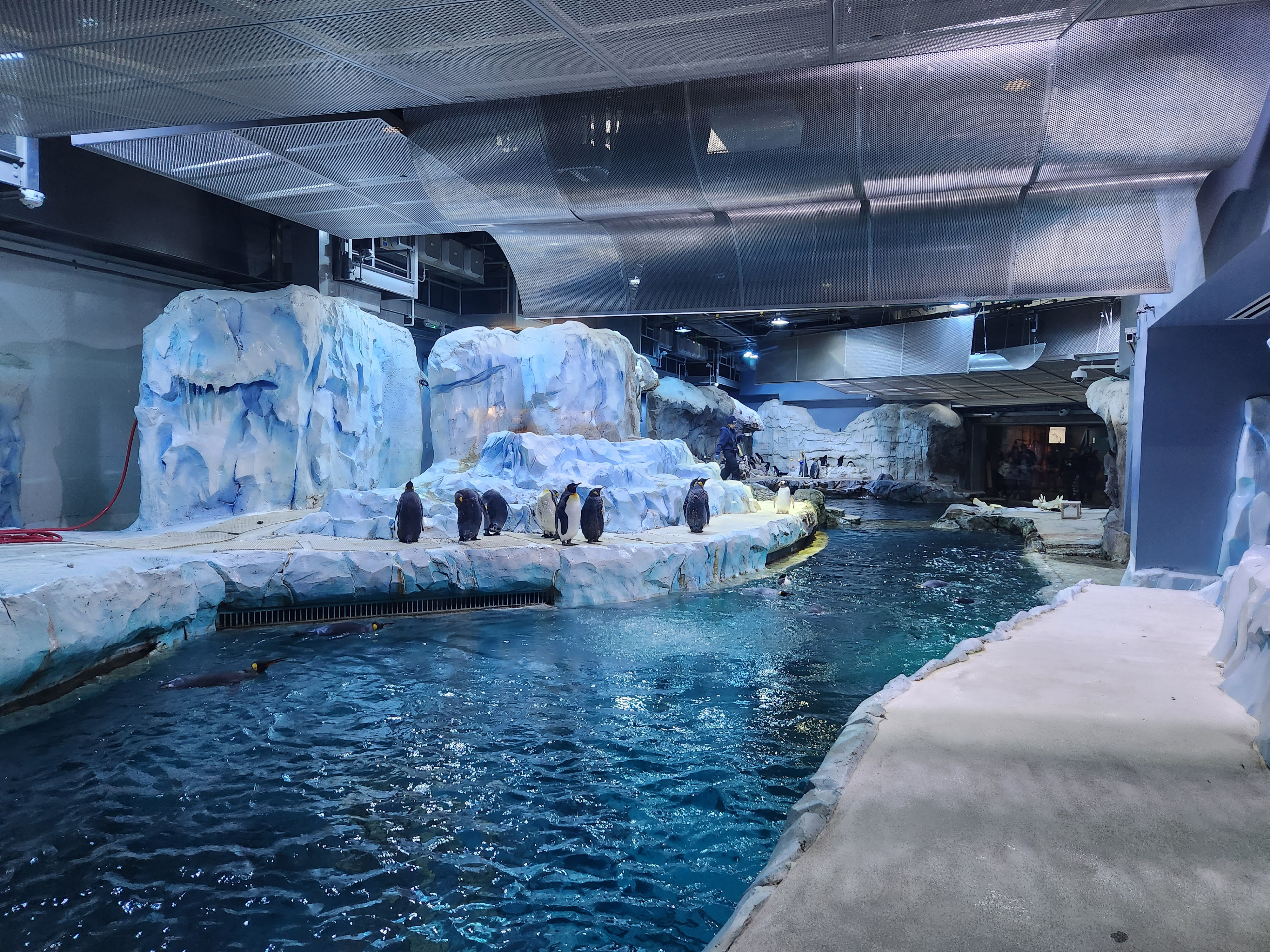
Detroit Zoo
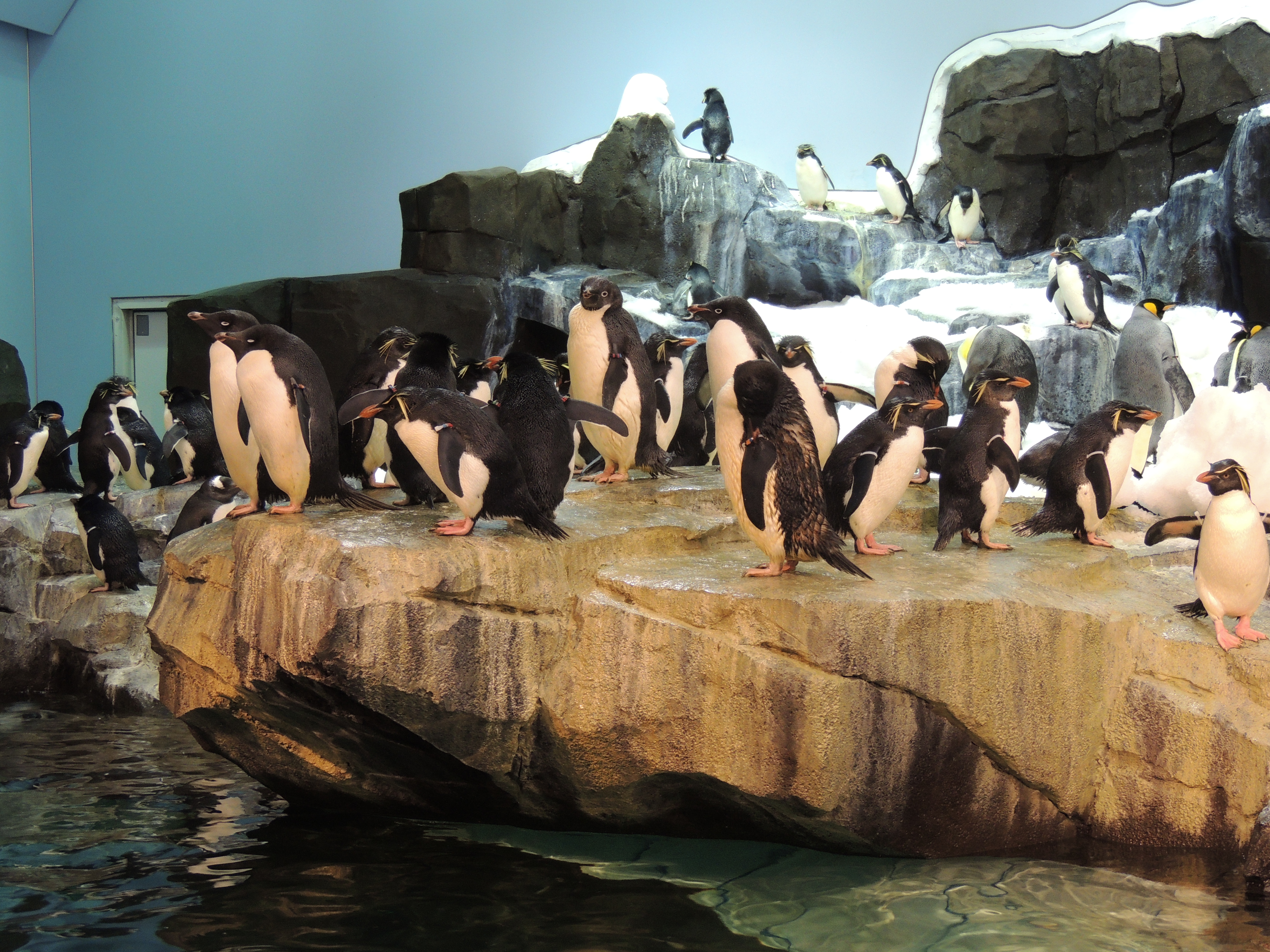
SeaWorld Orlando